# Catopta hyrcanus
Catopta hyrcanus is een vlinder uit de familie van de houtboorders (Cossidae). De wetenschappelijke naam van deze soort is voor het eerst voorgesteld als Cossus hyrcanus door Hugo Theodor Christoph in een publicatie uit 1888.

## Synoniem
- Catopta brandti Bryk, 1847